# 吉田穂高
吉田 穂高 （よしだ ほだか、1926年9月3日 - 1995年11月2日） は、日本の版画家。

## 生涯
東京都北豊島郡出身。洋画家・吉田博の次男であり、吉田遠志の弟である。
東京高等師範学校付属中学校を経て、第一高等学校（旧制）理科甲類に入学する。1945年理科乙類に転類し、油彩画の制作を始める。1952年日本版画協会第20回展に出品して入選、以後同会会員となる。1956年第1回シェル美術賞に出品した「石と人」が3等賞を受賞する。1972年第2回ソウル国際版画ビエンナーレに「沈黙の風景」「水辺の神話」「真昼の神話」を出品して大賞を受賞。1973年第1回世界版画コンペティションに「NINJAPOINT」を出品して第1部特別エディション賞を受賞。1977年第5回リエカ国際オリジナルドローイング展に「扉のある風景A.B」を出品して国際審査員名誉賞を受賞。
1980年日本美術家連盟理事。1990年紫綬褒章。
なお、穂高が伝えた「吉田博旧蔵不同舎資料」（水彩・素描など94点）は、府中市美術館に所蔵されている。

## 主な受賞歴
- シェル美術賞3等賞（1956年）[1][2]
- ルガノ国際版画ビエンナーレ優秀賞 （第7回）（1987年）
- ソウル国際版画ビエンナーレ東亜大賞 （第2回）（1972年）[1]
- 世界版画コンペティション （1973年）[1]
- 山口源賞大賞（1987年）[1]
- 紫綬褒章（1990年）[2]